# Milavice
Milavice su naseljeno mjesto u općini Busovača, Federacija Bosne i Hercegovine, BiH.

## Stanovništvo

### 1991.
Nacionalni sastav stanovništva 1991. godine, bio je sljedeći:
ukupno: 191
- Muslimani - 105
- Hrvati - 81
- ostali, neopredijeljeni i nepoznato - 5

### 2013.
Nacionalni sastav stanovništva 2013. godine, bio je sljedeći:
ukupno: 105
- Bošnjaci - 96
- Hrvati - 7
- ostali, neopredijeljeni i nepoznato - 2